# Соломин, Михаил Павлович
Михаи́л Па́влович Соло́мин (1 [13] ноября 1840, Подколодновка, Воронежская губерния — неизвестно) — купец, городской голова города Богучара, Воронежская губерния.
Родился 1 (13) ноября 1840 года в Подколодновке (ныне — в Богучарском районе Воронежской области).
Потомственный почётный гражданин города Богучара. С 4 января 1890 по 17 января 1894 — городской голова по выбору Думы. С 5 января 1894 — директор Богучарского городского общественного банка.